# Pika
Pika je lahko tudi osebno ime.
Píka ( . ) je v jezikoslovju enodelno ločilo na koncu pripovednega stavka.

## Skladenjska raba
Piko zapisujemo na koncu pripovedne povedi, na primer: Kosilo se je zavleklo, primanjkovalo je posode. – Si bil tam? Ne.
Pika končuje:
- enostavčne pripovedne povedi, npr. Ob ponedeljkih hodim v gledališče.;
- večstavčne povedi, in sicer:
  - podredja, če je glavni stavek pripovedni: Vprašal me je, ali bi ga spremljal do postaje.;
  - priredja, če je zadnji neodvisni stavek pripovedni: Odšli smo domov, kajti mračilo se je.;
  - naštevalne enote pri vrstičnem naštevanju, če so ločene z vejico:

Slovenščina pozna naslednje slovnične čase:

- predpreteklik,

- preteklik,

- sedanjik,

- prihodnjik.

### Posebnosti
- Na koncu priredja in soredja iste povedi pike ne pišemo, če je ne dopušča zadnji odvisni stavek: Včeraj je prišel mimo – kaj misliš kdo? – Včeraj je prišel mimo – pomisli kdo!
- Na koncu podredja z vprašalnim, velelnim ali želelnim odvisnikom stoji pika le, če je glavni stavek pripovedni: Ne vem, zakaj sem tako žalosten. – Ukazal mu je, naj gre. – Naročil je, da pojdi takoj domov.
- Pika se kot končno ločilo povedi, ki je citirana na koncu pripovedne povedi, izpušča, četudi citirana poved stoji med narekovaji: Prešeren je zapisal verz Žive naj vsi narodi. – Videl je napis »Vstop prepovedan«.
- V bibliografskih zapisih se posamezni deli naslova obravnavajo kot samostojne povedi, zato so ločene s piko: Milko Kos: Srednjeveška Ljubljana. Topografski opis mesta in okolice. Ljubljana 1955.
- Na koncu pripovednih povedi, ki pa so povedane s čustveno prizadetostjo, se namesto pike rabi klicaj: Ne maram te več videti! Če čustvena prizadetost ni prisotna, se pika piše tudi na koncu velelnika: Odpri knjigo na peti strani.
- Pike na koncu povedi navadno nimajo naslovi in napisi, enote v glavi dopisov, naslovne strani, konec abecedno urejenih enot v seznamih, podpisi v dopisih, konec enot v stolpcih, napisi pod slikami ipd. (če je v napisu več povedi, se piše tudi končna pika), konec citiranega pripovednega stavka v okviru vprašalne ali vzklične povedi (npr. Čigav je izrek Vse teče? – Menda vendar poznate izrek Vse teče!).
- V premem govoru na koncu dobesednega navedka pred spremnim stavkom piko zamenjuje vejica: »Lahko končaš z delom,« je rekla mati.

## Neskladenjska raba
Piko uporabljamo neskladenjsko:
1. za ločevanje večjih enot od manjših, na primer minut od ur (12.05) ali tisočic od nižjih enot: 13.000 €; taka pika je stična
2. pri pisanju okrajšav: tj. (to je) – str. (stran)
Kratice (RS – Republika Slovenija) in simbole (km – kilometer; Au – zlato) pišemo brez pike.
3.  pri zapisovanju vrstilnih števnikov (2. razred – 3. 2. 2010 – 80. leta 20. stoletja – ob 9. uri) ali prislovov tipa prvič, drugič
Namesto ob 9. uri lahko pišemo tudi ob 9h (= ob deveti uri/ob devetih).
4. pri zapisovanju  podpoglavij (taka pika je obojestransko stična): 1. Glavni naslov 1.1 Naslov 1.1.1 Podnaslov
5. pri izražanju znaka za množenje v matematiki, pri čemer je pika nestična in postavljena višje: 3 • 2 = 6
6. pri navajanju knjižničnih enot: Bajt, D. 1994: Pišem, torej sem. Maribor: Obzorja.
7. za ločevanje posameznih enot v naslovih elektronske pošte (taka pika je stična): janez.novak@hotmail.com
Pika v nekaterih jezikih nadomešča decimalno vejico; v slovenščini rabimo za to vejico.